# Discogorgia
Discogorgia is een geslacht van neteldieren uit de klasse van de Anthozoa (bloemdieren).

## Soorten
- Discogorgia campanulifera (Nutting, 1910)
- Discogorgia erythraensis Stiasny, 1938